# Ульвія Алі
Ульвія Алі (повне ім’я: Ульвія Алі кизи Гулієва; 13 жовтня 1993 року, Гейчай, Азербайджан) — азербайджанська незалежна журналістка, режисерка, правозахисниця та політична ув’язнена; у 2019–2025 роках працювала журналісткою «Голосу Америки» (VoA).
З 2012 року Ульвія Алі висвітлювала всі випадки порушень прав людини в Азербайджані на своїй сторінці в X (Twitter) і привертала до них увагу міжнародних ЗМІ. У публікаціях про ситуацію в Азербайджані у зарубіжній пресі часто посилалися на надану нею інформацію, а також використовували її авторські фото та відеоматеріали.
У лютому 2025 року, після анулювання акредитації журналістів «Голосу Америки», Ульвія Алі не припинила свою професійну діяльність і заявила, що навіть за відсутності незалежних медіа, готових публікувати її матеріали, вона поширюватиме свої репортажі через власну платформу. Після цього вона продовжила публікувати репортажі на своїй сторінці у Facebook.
Три місяці потому, в ніч з 6 на 7 травня 2025 року, її було затримано у справі «Meydan TV», і 7 травня рішенням Хатаїнського районного суду щодо неї було обрано запобіжний захід у вигляді арешту. Їй та іншим затриманим у цій справі було висунуто обвинувачення за статтею 206.3.2 Кримінального кодексу (контрабанда, вчинена групою осіб за попередньою змовою). Ульвія відкинула звинувачення, ще за чотири місяці до арешту заявивши, що не є журналісткою Meydan TV, і пов’язала своє затримання виключно з професійною журналістською діяльністю.
Ряд місцевих і міжнародних правозахисних організацій засудили арешт Ульвії Алі, назвавши його політично вмотивованим, і закликали владу Азербайджану негайно її звільнити.
Наразі вона утримується у Бакинському слідчому ізоляторі Пенітенціарної служби Міністерства юстиції.

## Ранні роки
Ульвія Алі гизи Гулієва народилася 13 жовтня 1993 року в місті Ґейчай. Провівши кілька місяців із родиною в Баку, вони переїхали до міста Тамбов (Росія). До восьми років Ульвія росла в Росії. У червні 2001 року родина повернулася до Азербайджану.
Ульвія Алі з 17 років активно бере участь у громадсько-політичних процесах. У 2012–2016 роках була членкинею Громадянського руху «NİDA». У цей період двічі обиралася до контрольно-дисциплінарної комісії руху. Також брала активну участь у громадських кампаніях на підтримку заарештованих членів «NİDA». Очолювала кампанію під назвою «Підтримай незаконно заарештованих членів NİDA!».
Неодноразово брала участь в акціях протесту та стикалася з протидією з боку поліції. 26 січня 2013 року була затримана поліцією під час акції «Заберіть зброю від нас!» і звільнена після винесення адміністративного попередження.
У 2015 році на парламентських виборах була уповноваженою представницею кандидата від руху «NİDA» Раміна Гусейнова у виборчому окрузі №18 Наріманов-Нізамі. А на парламентських виборах 2020 року очолювала агітаційну кампанію Тоґрула Веліїва — кандидата від виборчого блоку «Hərəкat» у окрузі №23 Насімі-Сабаїл.

## Правозахисна діяльність
З 2012 року Ульвія Алі висвітлювала всі випадки порушень прав людини в Азербайджані на своїй сторінці в X (Twitter) і привертала до них увагу міжнародних ЗМІ. Крім того, у публікаціях про ситуацію в Азербайджані в іноземній пресі часто посилалися на надану нею інформацію, а також використовували її авторські фото- та відеоматеріали.
З 2013 року вона здійснювала моніторинг судових процесів над багатьма політичними в’язнями та висвітлювала те, що відбувалося в судах.
Вона також вела моніторинг і висвітлення порушень на президентських виборах 2013, 2018 та 2024 років, парламентських виборах 2015, 2020 та 2024 років, муніципальних виборах 2014, 2019 та 2025 років, а також на референдумі 2016 року.
У 2014 році працювала помічницею юриста Наміза́да Сафарова.
З 2015 року є членкинею журі премії «Нарґіз».
У 2017 році з відзнакою закінчила навчальну програму «Молоді правозахисники» Інституту демократичних ініціатив (IDI).
Співпрацювала з низкою неурядових організацій, таких як Центр моніторингу виборів та навчання демократії (SMDTM), Центр правової допомоги «Benefisiar», ініціативна група «Для жінок».
У 2019 році проходила стажування у США за програмою International Visitor Leadership Program (IVLP).
У 2024 році фотопортрет, зроблений Ульвією Алі, увійшов до фотовиставки «Портрети сили», організованої Фондом Домів прав людини в Норвегії. На фото була зображена азербайджанська юристка, яка спеціалізується на правах людини — Ровшана Рагімова, одна з героїнь виставки.
Ульвія Алі давала інтерв’ю закордонним ЗМІ, особливо напередодні Конференції ООН зі зміни клімату (COP29) у Баку, щоб привернути увагу до проблем із правами людини в країні, стану незалежних медіа та арештів журналістів.

## Журналістська діяльність

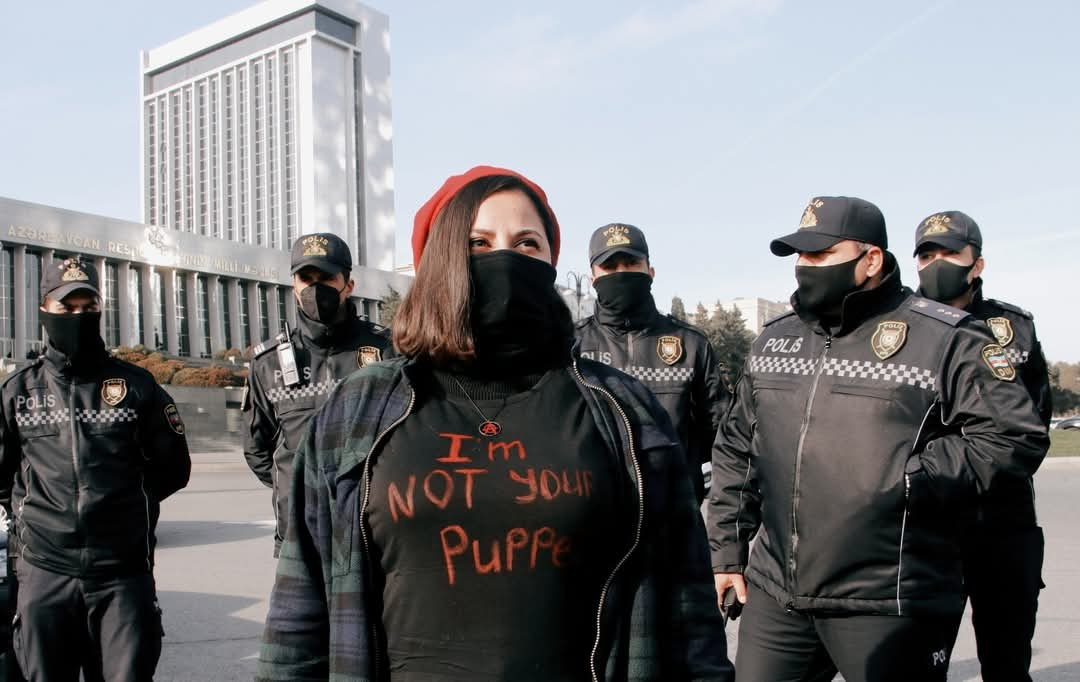
У грудні 2021 року Ульвія Алі висловила протест проти нового законопроєкту Азербайджанської держави «Про медіа», вдягнувши футболку з написом «I'm not your puppet» («Я не твоя маріонетка») під час акції.

З 2016 року Ульвія Алі активно займається журналістською діяльністю. У різні роки вона співпрацювала з Азербайджанською службою Радіо Свобода (RFE/RL), «Toplum TV», «Faкt Yoxla», «Miкrosкop Media», «Голос Америки» (VoA), «OC Media» та «JAMnews».
У своїй роботі вона також створювала матеріали для платформ «Fem-Utopia», спрямованої на поширення феміністичних ідей та освітнього контенту азербайджанською мовою на тему фемінізму, а також «Qıy vaar!» — платформи, що публікує новини про ЛГБТ і фемінізм. У своїй журналістській практиці підготувала багато матеріалів, присвячених правам людини, соціальним питанням, правам ЛГБТ і жінок. У 2021 році була удостоєна премії QueerRadar за активну роль у висвітленні ЛГБТ-тематики в Азербайджані. Також проводила тренінги на тему: «Як правильно висвітлювати новини, пов’язані з ЛГБТ-громадянами?»
З 2019 по 2025 роки працювала в Азербайджанській службі радіо «Голос Америки» (VoA). За цей період стала авторкою понад тисячі новин і репортажів, опублікованих і транслюваних на VoA. Вона висвітлювала політичні судові процеси, випадки порушення прав людини, а також мітинги, акції, марші й пікети в Азербайджані. Під час професійної діяльності неодноразово зазнавала затримань, опору з боку поліції та жорстокого поводження.
11 лютого 2020 року під час висвітлення протесту кандидатів у депутати біля будівлі Центральної виборчої комісії (ЦВК) Ульвія Алі разом із колегами — Севіндж Вагіфгизи, Наргіз Абсаламовою та Айгюн Рашид — була затримана поліцією. Внаслідок застосування сили поліцією вона отримала легкі тілесні ушкодження. Репортери без кордонів (RSF) рішуче засудили інцидент і заявили, що азербайджанська влада знищує плюралізм.
14 вересня 2020 року під час висвітлення акції «Свободу Тофікові Ягублу!» біля станції метро «Гянджлик» Ульвія Алі разом із колегою Айсель Умудовою була затримана з вимогою видалити відзнятий матеріал. Проте журналістки відмовилися, і згодом були звільнені.
13 жовтня 2020 року під час інтерв’ю з Гіясом Ібрагімовим, викликаним до Генеральної прокуратури, Ульвія Алі та її колега Наргіз Абсаламова були затримані разом з Ібрагімовим. Після понад годинного затримання у 26-му відділенні поліції Ясамальського району їх звільнили.
4 серпня 2021 року перед будівлею Хазарського районного управління поліції Ульвія Алі була затримана разом із Ельнарою Гасимовою та Наргіз Абсаламовою під час феміністської акції протесту проти вбивства Севіль Магеррамової. Під час затримання до неї було застосовано грубу силу, у відділенні поліції її ображали, а знімальне обладнання було пошкоджено. Попри подані скарги — жодної реакції з боку органів не було.
У лютому 2023 року вона заявила, що новий законопроєкт про медіа, зокрема створення єдиного реєстру, відкриває широкі можливості для обмеження свободи слова. Вона стала однією з 40 журналістів, які підписали позиційний документ, підготовлений незалежними журналістами та медіаекспертами Азербайджану. Після ухвалення цього закону заснувала платформу «Медіа без реєстру» і висвітлювала протести журналістів проти нового законодавства.
У лютому 2025 року, після анулювання акредитацій кореспондентів «Голосу Америки», Ульвія Алі не припинила діяльність і заявила, що, попри відсутність незалежних ЗМІ для публікації матеріалів, вона продовжить ділитися своїми репортажами на особистій платформі. Відтоді вона публікує свої матеріали на особистій сторінці у Facebook і продовжує журналістську діяльність. Арештована 7 травня 2025 року.

## Арешт

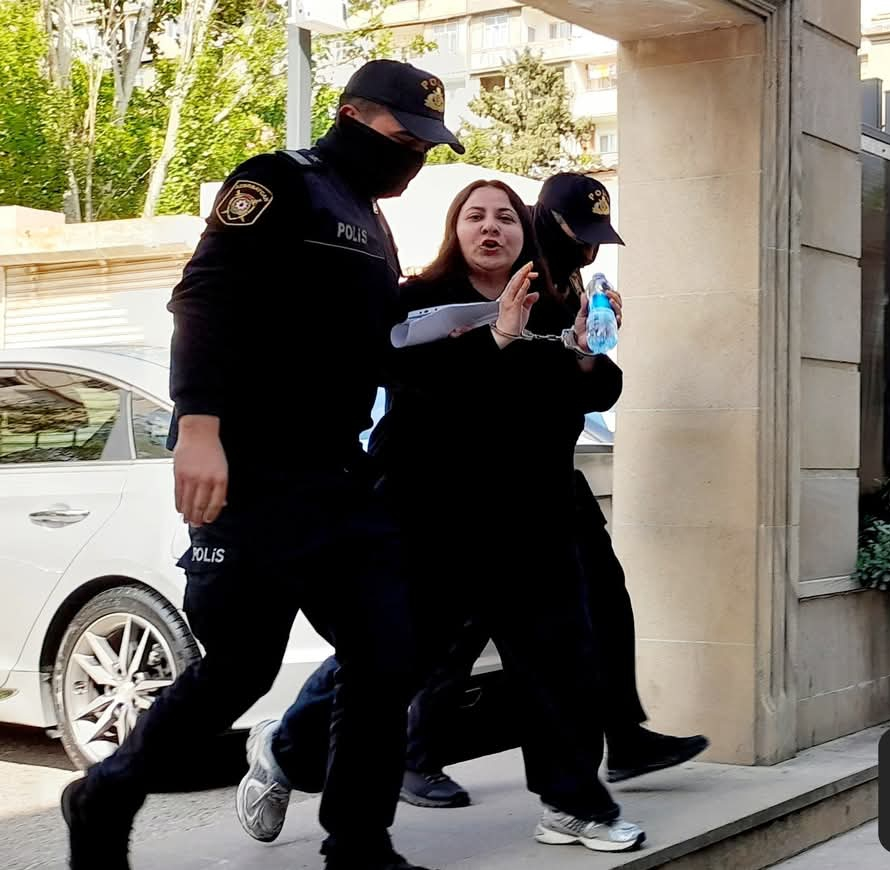
Коли Ульвію Алі було доставлено до суду, вона, показуючи наручники на руках, голосно заявила: «Руки медіа закуті в кайдани!»

15 січня 2025 року слідчий Самір Ісмаїлов викликав Ульвію Алі до Головного управління поліції міста Баку для дачі свідчень 16 січня 2025 року. В інтерв'ю Ульвія Алі повідомила, що її допитували близько двох годин у справі «Meydan TV», після чого без жодного пояснення їй заборонили виїзд з Азербайджану. Вона також зазначила, що не є журналісткою «Meydan TV», а кореспонденткою «Голосу Америки», і навіть якби працювала в «Meydan TV», це не є злочином.
Коаліція жінок-журналісток (WPF) засудила рішення уряду Азербайджану заборонити Ульвії Алі покидати країну. У січні Ульвія Алі подала позов до суду щодо заборони на виїзд. Розгляд її скарги розпочався 18 березня у Хатаїнському районному суді Баку, але суддя відклав слухання на квітень, посилаючись на необхідність участі слідчого поліції. Згідно з Міграційним кодексом Азербайджану, свідок не може бути обмежений у виїзді з країни — така заборона може стосуватися лише обвинувачених, заявила Ульвія Алі. Вона назвала заборону необґрунтованою ще й тому, що про обмеження їй повідомили усно. За словами Алі, вона тричі надсилала офіційні запити до столичної поліції з проханням надати рішення про заборону виїзду, проте її звернення ігноруються. 11 квітня Хатаїнський районний суд не задовольнив скаргу Ульвії Алі. За її словами, слідчий Головного управління поліції Баку Фарід Шюкюрлю мотивував це тим, що слідство володіє "важливою інформацією" про причетність до злочинних дій інших осіб, щодо яких триває розслідування. Тому, за словами слідчого, стосовно цих осіб, які наразі мають статус свідків, введено заборону на виїзд. Сама Алі повідомила суду, що її допитали як свідка і з того часу минуло вже три місяці. На її думку, якщо вона не співпрацювала з конкретним ЗМІ, діяльність якого розслідується, то вона не може володіти «важливою інформацією», що стосується справи.
У ніч з 6 на 7 травня 2025 року, близько 04:00, у соціальних мережах з’явилася інформація про затримання Ульвії Алі у зв’язку зі справою «Meydan TV», а також про обшук у її квартирі. За словами її матері Ільхами Гулієвої, доньку жорстоко побили, а квартиру під час обшуку зруйнували — «у моєї доньки аденома в голові, і поліцейський вдарив її по голові. Вони увірвалися в дім, усе зруйнували. Поліція вилучила її особисті речі, конфіскувала комп’ютер і “виявила” понад 6000 євро готівкою». 7 травня Ульвії Алі було висунуто обвинувачення за статтею 206.3.2 Кримінального кодексу Азербайджану (контрабанда, вчинена групою осіб за попередньою змовою). За рішенням судді Хатаїнського районного суду Сулхане Гаджиєвої, щодо неї обрано запобіжний захід — арешт строком на 1 місяць і 29 днів. Коли Ульвію Алі було доставлено до суду, вона, показуючи наручники, голосно заявила: «Руки медіа закуті в кайдани!». За словами адвоката Ульвії Алі, Елвіна Алямова, під час обшуку в її квартирі заявили, що було виявлено 6000 євро. Однак Ульвія Алі заявила, що ці гроші їй не належать і були підкинуті поліцією під час обшуку. Вона також повідомила, що під час затримання її жорстоко побили: «У відділенні поліції вимагали пароль від телефону, і після відмови її кілька разів ударили по голові», — повідомив Алямов. У коментарі для DOXA правозахисниця Гульнара Мехтієва повідомила, що після затримання силовики кілька годин били Ульвію Алі. «Багато ударів по голові, дві поліцейські тягнули за волосся, а один сказав: “Я зруйную твою жіночність” — що можна розцінювати як погрозу сексуальним насильством», — повідомила Мехтієва.
До свого арешту Ульвія Алі залишила листа, в якому попередила про можливість арешту.
«Якщо ви читаєте цього листа, отже, мене обмовили й незаконно заарештували за мою журналістську діяльність. Як і інші мої колеги-журналісти, я не вчиняла жодних злочинів — я не ввозила до країни те, що вони називають “незаконним фінансуванням”, і не здійснювала жодних інших дій. Також я не маю жодних ділових зв’язків із “Meydan TV”. І навіть якби такі зв’язки існували, співпраця з “Meydan TV” не є злочином. Крім того, я тривалий час співпрацювала з “Голосом Америки”.
Ви всі знаєте, що азербайджанська держава нетерпимо ставиться до незалежних медіа. В результаті цієї нетерпимості понад 20 журналістів зараз перебувають у в’язниці, і я — одна з них. У своїй журналістській діяльності з 2016 року я завжди прагнула залишатися вірною професійній етиці й робила все можливе, щоб привернути увагу до проблем кожного, хто зазнав несправедливості — незалежно від його релігії, етнічної чи політичної приналежності, статі, орієнтації чи соціального статусу. Тепер, як і мої товариші, ув’язнені у в’язницях, я продовжуватиму цю діяльність.
Наш голос завжди порушуватиме тишу перед обличчям політичної волі, яка прагне змусити Азербайджан мовчати. Можливо, це останній пост, який я пишу на свободі. Але я вірю, що правдивий голос неможливо заглушити.

Журналістика — це не злочин! Наш злочин — це наша віра у справедливість!»— Лист Ульвії Алі до арешту
10 травня з’явилася інформація про те, що Ульвія Алі перебуває у поганому стані в слідчому ізоляторі. Після того як Алі зазнала насильства з боку поліції в Головному управлінні поліції міста Баку (ГУПГБ) і отримала численні удари по голові, у неї двічі виникала блювота в ізоляторі тимчасового тримання Хатаїнського районного управління поліції та один раз у Бакинському слідчому ізоляторі. Повідомлялося, що з 2017 року вона мала пухлину (аденому) в голові. Ульвія Алі подала скаргу до Республіканської прокуратури щодо насильства з боку поліції. Вона також звернулася з проханням провести повне медичне обстеження, включно з магнітно-резонансною томографією (МРТ), щоб з’ясувати, чи зазнала вона внутрішніх ушкоджень, що вимагали б переведення до медичного закладу з відповідним обладнанням і персоналом. Однак жодне з її прохань не було виконано.
Ульвія Алі подала апеляційну скаргу на рішення Хатаїнського районного суду від 7 травня 2025 року. 16 травня під час судового засідання в Бакинському апеляційному суді під головуванням судді Ельмана Рагімова апеляційна скарга Ульвії Алі була залишена без задоволення, а запобіжний захід у вигляді тримання під вартою — збережено. У суді Ульвія Алі наголосила на своїх проблемах зі здоров’ям, відкинула всі висунуті їй обвинувачення та заявила, що її арешт пов’язаний з журналістською діяльністю.

## Реакції на арешт

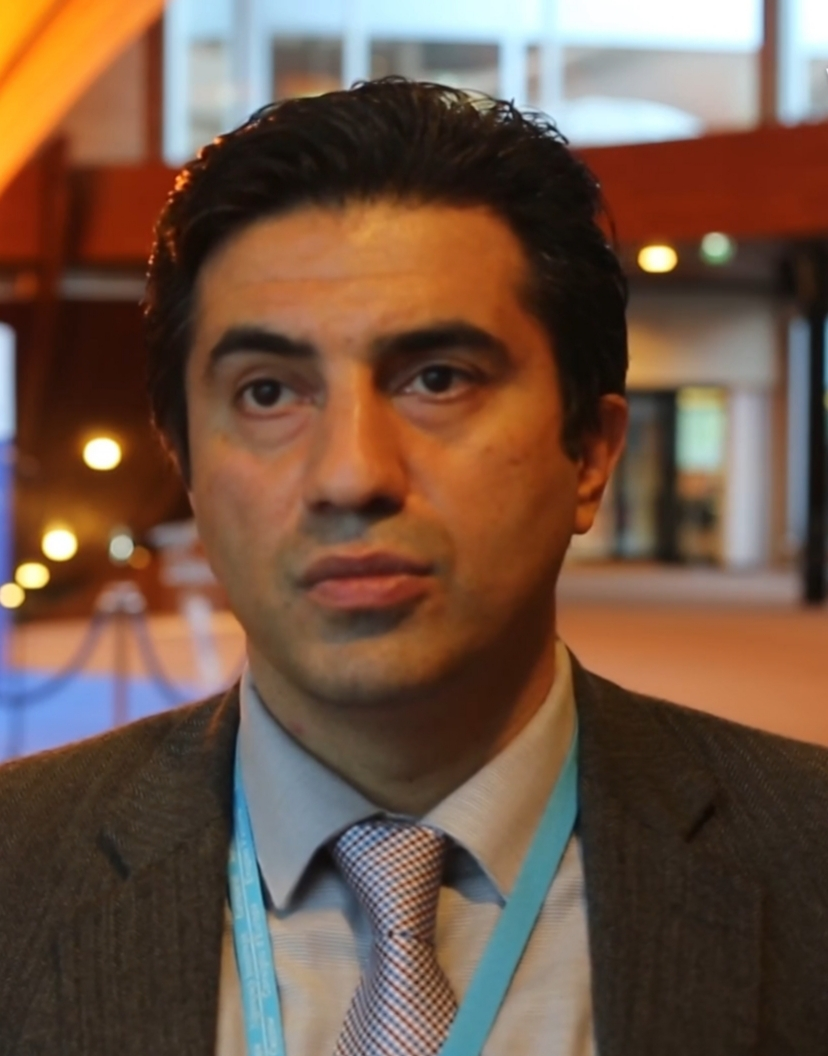
За словами правозахисника Еміна Гусейнова, після закриття інформаційного агентства Turan Ульвія Алі стала єдиним джерелом незалежної журналістики в Азербайджані.

Низка місцевих та міжнародних правозахисних організацій засудили арешт Ульвії Алі, назвавши його політичним, і закликали владу Азербайджану негайно звільнити її. Міжнародна федерація журналістів (IFJ) та Європейська федерація журналістів (EFJ) у заяві від 8 травня засудили арешт Ульвії Алі як політично мотивований та закликали до її негайного звільнення.
Фонд Домів прав людини (HRHF) також рішуче засудив затримання Ульвії Алі та жорстоке поводження з нею, висловив солідарність та вимагав її негайного і безумовного звільнення.
Комітет захисту журналістів (CPJ) назвав арешт Ульвії Алі «кроком влади Азербайджану, спрямованим на знищення будь-яких слідів незалежної журналістики» та закликав негайно її звільнити й терміново розслідувати тривожні звинувачення у жорстокому поводженні з боку поліції.
Міжнародна асоціація захисту свободи слова (IFEX) приєдналася до місцевих та міжнародних організацій, закликаючи до негайного звільнення Ульвії Алі та всіх інших ув’язнених журналістів в Азербайджані. IFEX засудив застосування фізичного насильства, наклепницьких кампаній і політично мотивованих звинувачень як інструментів залякування і придушення преси.
Рада Європи з питань свободи преси, а також Freedom Now висловили занепокоєння арештом Ульвії Алі та зростанням кількості арештів незалежних журналістів в Азербайджані.
Міжнародний жіночий медіафонд (IWMF) наголосив, що «висвітлювати несправедливість — не злочин» і також закликав до звільнення Ульвії Алі
12 травня міжнародна правозахисна організація Front Line Defenders виступила із заявою, в якій висунула владі Азербайджану п’ять вимог щодо Ульвії Алі:
1. Негайно і безумовно звільнити Ульвію Алі та забезпечити її фізичну й психологічну недоторканність;
2. Надати Ульвії Алі доступ до незалежної медичної допомоги;
3. Зняти всі звинувачення з правозахисниці та журналістки Ульвії Алі;
4. Провести термінове, ретельне та неупереджене розслідування звинувачень у фізичному насильстві щодо Ульвії Алі, оприлюднити результати та притягнути винних до відповідальності згідно з міжнародними стандартами;
5. Гарантувати за будь-яких обставин, що Ульвія Алі зможе продовжувати свою законну правозахисну діяльність в Азербайджані.

За словами правозахисника Еміна Гусейнова, після вигнання з країни видань AbzasMedia і Toplum TV, а також закриття агентства Turan, Ульвія Алі залишилася єдиним джерелом незалежної журналістики в Азербайджані. Журналістка Арзу Гейбулла зазначила, що Ульвія Алі стала мішенню тому, що була однією з небагатьох журналістів, які залишились на місці та продовжували працювати. 16 травня член Палати представників США, старший член Комітету з питань судочинства Джеймі Раскін у своєму офіційному акаунті на X (Twitter) висловив солідарність з Ульвією Алі та підтримку всім журналістам, таким як вона, які борються проти авторитарних режимів, диктаторів, клептократів і цензури поліцейської держави.

## Творчість

### Короткометражні фільми
- У 2019 році вона була авторкою ідеї та керівницею проєкту короткометражного фільму «Чужі» (азерб. “Yadlar”). Фільм розповідає про переслідування та арешти ЛГБТ-людей в Азербайджані, що відбувалися у 2017 році.[46]
- У 2021 році вона стала авторкою короткометражного фільму під назвою «Наше життя після війни: Азербайджан після Другої Карабаської війни» (англ. “Our Lives After the War: Azerbaijan After the Second Karabaкh War”). Фільм розповідає про зміни в житті азербайджанських родин після Другої Карабаської війни між Азербайджаном і Вірменією у 2020 році, яка забрала життя понад семи тисяч людей.[47]
- У 2022 році вона стала авторкою короткометражного фільму під назвою «Як молодь бачить себе в Азербайджані» (англ. “How young people in Azerbaijan see themselves”). Фільм досліджує різні погляди молоді на патріотизм, «традиційні цінності», війну та мир.[48]
- Того ж року вона створила короткометражний фільм «Я досягаю успіху» (азерб. “Uğura imza atıram”). У фільмі порушуються теми перешкод, з якими стикаються жінки на шляху до участі в ринку праці, а також підкреслюється важливість економічної незалежності.[49]
- У 2023 році вона стала авторкою короткометражного фільму «Рабський ринок — історія безробітного» (англ. “The 'slave marкet' in Baкu, one jobless man's heartbreaкing story”). Фільм розповідає історію безробітного чоловіка, який працює на «рабському ринку», на тлі міфу про столицю як «місто можливостей», що контрастує зі слабким економічним розвитком регіонів і масовим безробіттям.[50]

## Премії
- У 2021 році вона була удостоєна премії QueerRadar за активну роль в висвітленні подій, пов’язаних із ЛГБТ в Азербайджані, у засобах масової інформації.[6]

## Ссылки
- Ulviyya Ali. Персоналии (азерб.). «Голос Америки» (VoA). 11 травня 2025. Процитовано 11 травня 2025.
- Ulviyya Ali. Персоналии (англ.). «OC Media». 11 травня 2025. Процитовано 11 травня 2025.
- Ulviyya Ali. Персоналии (англ.). «Комитет защиты журналистов» (CPJ). 11 травня 2025. Процитовано 11 травня 2025.
- Ulviyya Ali (Guliyeva). Персоналии (англ.). «Front Line Defenders». 11 травня 2025. Процитовано 11 травня 2025.